# Fokker 100
Fokker 100 je dvomotorno reaktivno srednje veliko regionalno potniško letalo za kratke lete. Letalo so izdelovali v nizozemskem podjetju Fokker med letoma 1986 in 1997, zgradili so 283 letal. Ko so ga uvedli v uporabo v poznih 1980ih se je na začetku zelo dobro prodajal, dokler se niso pojavila konkurenčna letala. Julija 2012 je bilo v uporabi okrog 156 letal z 30 različnimi letalskimi družbami po svetu. . Fokker 100 je največje letalo družbe Fokker.
Program Fokker F28 Mk 0100 so objavili letal 1983 kot naslednik popularnega Fokker F28 Fellowship. Tržili so ga kot Fokker 1000. Letalo je bilo bazirano na F28, namestili so bolj ekonomične motorje Rolls-Royce Tay, novo avioniko in bolj učinkovito krilo. Podaljšali so tudi trup za 65%, povečali so število sedežev od 65 do 107 v konfiguraciji 3+2 v vrsti. Kot F28 je imelo letalo motorje na zadnjem koncu in rep T-konfiguracije, podobno kot DC-9.
V pilotsko kabino so namestili sodobni EFIS Rockwell Collins DU-1000. 

## Tehnične specifikacije
|                           | Fokker 100 Tay 620                                               | Fokker 100 Tay 650                                               |
| ------------------------- | ---------------------------------------------------------------- | ---------------------------------------------------------------- |
| Posadka                   | 2                                                                | 2                                                                |
| Kapaciteta sedežev        | 122 (1 maksimum) 107 (1-razred, tipično) 97 (2-razreda, tipično) | 122 (1 maksimum) 107 (1-razred, tipično) 97 (2-razreda, tipično) |
| Dolžina                   | 35,53 m (116 ft 7 in)                                            | 35,53 m (116 ft 7 in)                                            |
| Razpon kril               | 28,08 m (92 ft 2 in)                                             | 28,08 m (92 ft 2 in)                                             |
| Površina kril             | 93,5 m2 (1.006 sq ft)                                            | 93,5 m2 (1.006 sq ft)                                            |
| Višina                    | 8,50 m (27 ft 11 in)                                             | 8,50 m (27 ft 11 in)                                             |
| Premer trupa              | 3,30 m (10 ft 10 in)                                             | 3,30 m (10 ft 10 in)                                             |
| Širina kabine             | 3,10 m (10 ft 2 in)                                              | 3,10 m (10 ft 2 in)                                              |
| Višina kabine             | 2,01 m (6 ft 7 in)                                               | 2,01 m (6 ft 7 in)                                               |
| Prazna teža               | 24.375 kg (53.738 lb)                                            | 24.541 kg (54.104 lb)                                            |
| Maks. vzletna teža        | 43.090 kg (95.000 lb)                                            | 45.810 kg (100.990 lb)                                           |
| Mals. teža tovora         | 11.242 kg (24.784 lb)                                            | 11.993 kg (26.440 lb)                                            |
| Maks. potovalna hitrost   | 845 km/h (525 mph, 456 kn), Mach 0.77                            | 845 km/h (525 mph, 456 kn), Mach 0.77                            |
| Dolet polno naložen       | 1.323 NM (2.450 km; 1.522 mi)                                    | 1.710 NM (3.170 km; 1.970 mi)                                    |
| Vzletna razdalja pri MTOW | 4.988 ft (1.520 m)                                               | 5.319 ft (1.621 m)                                               |
| Kapaciteta goriva         | 13.365 L (2.940 imp gal; 3.531 US gal)                           | 13.365 L (2.940 imp gal; 3.531 US gal)                           |
| Višina leta (servisna)    | 35.000 ft (11.000 m)                                             | 35.000 ft (11.000 m)                                             |
| Motorji (2x)              | Rolls-Royce Tay Mk 620-15                                        | Rolls-Royce Tay Mk 650-15                                        |
| Potisk motorjev           | 13 850 lbf (61.6 kN)                                             | 15 100 lbf (67,2 kN)                                             |

- Note: Data are provided for reference only. Tay 620=Rolls-Royce Tay Mk 62015 and Tay 650=Rolls-Royce Tay Mk 65015
- Viri: airliners.net,[2] aer.ita.br[3]